# Magnesiumklorid
Magnesiumklorid (MgCl2) finns i havsvatten och mineralet karnallit. Magnesiumklorid smakar bittert och har vita kristaller. Det kan framställas genom en kemisk reaktion mellan saltsyra och metalliskt magnesium.
Ur en vattenlösning vid rumstemperatur kristalliserar MgCl2 6H2O

## Användning
Magnesiumklorid användes för tillverkning av magnesium.
Som livsmedelstillsats har magnesiumklorid E-nummer 511 och används för att koagulera sojamjölk när man gör tofu.
Magnesiumklorid används även som avisningsmedel, och flamskyddsmedel, speciellt behandlas mossa i adventsljusstakar med magnesiumklorid.
Dessutom används det som partikelminskande medel på asfaltsvägar.
En mättad vattenlösning av magnesiumklorid kan användas för kalibrering av hygrometrar. Ger vid rumstemperatur ca 33% relativ luftfuktighet.